# Miguel Quiñones
Miguel Quiñones joven cantante y compositor católico de origen peruano. Nació en Lima, en 1975, ha sabido ganarse a un público ávido de la Palabra de Dios hecha canción. Se encuentra dedicado a tiempo completo a la evangelización mediante de la música, adoración y a la predicación. Participa activamente diversos conciertos, recitales y diversas actividades pastorales: charlas, jornadas, talleres de formación para músicos, etc.
Este artista peruano canta para Dios y para los demás desde el año 2000. Fue cuando comprendió que su música estaba destinada a ser un canto de alabanza. Con ella reza y también habla de las preocupaciones cotidianas de muchas personas.
En el año 2001 ganó la XVII edición del festival mundial de la canción mariana realizado en Guatemala y en el cual participaron 22 intérpretes de todo el mundo, la canción con la que participó fue Oh Dulce Maria.
Tiene hasta el momento 6 producciones musicales. REY  DE LA GLORIA (2001), HACIENDO LA DIFERENCIA (2003), TE SEGUIRÉ (2005) disco muy bendecido que marcó un antes y un después en su servicio musical. Contiene el tema ACOMPAÑAME MARIA, canción que se entona en varios países de Latinoamérica y del mundo. CAMINO (2009) la cual tiene colaboraciones de lujo como los maestros Daniel Poli y Kiki Troia.
Su producción Vivir en Ti, es una producción de música católica contemporánea para adorar “en espíritu y en verdad”. Ha sido grabado en el estudio de grabación y mastering EOG Producciones. Ha contado, además, con la participación de destacados músicos del medio nacional que ofrecen su talento a Dios para hacer de “Vivir en Ti”, una excepcional comunidad de técnica, arte y fe puesta a los pies del Señor.
Ha participado en una de las versiones latinoamericana del Himno de la JMJ Cracovia 2016.
En sus conciertos, lo más característico es la forma tan particular que tiene de llevar de la alegría a momentos de profunda oración a través de sus canciones y testimonio. De voz cálida y dulce, singular sentido del humor y una predicación llena del Espíritu de Dios.

## Discografía
Miguel Quiñones ha grabado 6 producciones musicales:
- Rey de la Gloria (2001)
- Haciendo la diferencia (2003)
- Te seguiré (2005)
- Camino (2009)
- Vivir en ti (2011)
- Escuchamos tu voz (2016)

SINGLES
- Es tiempo (2017)
- Necesitamos el fuego de tu amor (2018)
- Solo Dios Basta (2019)
- Solo en ti (2020)
- Tal como soy (2021)